# Casa Ramon de Martí
La casa Ramon de Martí és un edifici situat als carrers del Carme i de Montjuïc del Carme del Raval de Barcelona, catalogat com a bé cultural d'interès local. Inclou els antics magatzems El Indio, catalogats com a establiment d'interès (categoria E2).

## Història
El 1861, Ramon de Martí i Estruch va demanar permís per a enderrocar l'edifici existent de planta baixa i terrat als carrers del Carme i de Montjuïc del Carme (antic carreró de Fèlix Prat) i construir-hi una casa de planta baixa i quatre pisos segons el projecte del mestre d'obres Pau Jambrú i Badia. La construcció fou encarregada al mestre d'obres Antoni Robert i Morera, que cobrà 30.000 duros, i s'acabà a finals del 1862.

### El Indio
L'establiment va ser fundat el 1870, i el 1880 va passar a mans de la societat Batlle, Bausili i Cia. El 1885, l'indià Francesc Mitjans Canal es va fer càrrec del negoci sota la raó social F. Mitjans i Cia. El 1904, aquesta societat va adquirir la finca del carrer del Carme, 24 i el 1907, sol·licitaren permís per a cobrir la galeria del pis superior.
A la mort de Mitjans el 1919, la propietat va passar a mans de la seva filla Annita Mitjans i Mañé, i la botiga va ser gestionada pel seu marit, Primo Andreu i Alsina, que el 1922 va encarregar-ne la reforma a l'empresa Vilaró Valls i Garcia Saumell, amb el mobiliari de la casa Thonet. A l'aparador van instal·lar un indi mecànic, malmès en els bombardejos de la Guerra Civil. El 1941 es va traspassar el negoci a la societat Baldà i Riera, que el va mantenir fins al seu tancament el 2015.

## Descripció
Es tracta d'un edifici de planta baixa i quatre pisos, complementat per un cos de planta baixa al carrer de Montjuïc del Carme. A la planta baixa de la façana secundària es pot veure el basament de pedra original de l'edifici, mentre que a la resta està cobert pels treballs de fusta modernista realitzats l'any 1922. El portal d'entrada a l'escala de veïns està ubicat al centre de la façana principal, i serveix d'eix de simetria als pisos superiors. En aquests trobem cinc eixos verticals d'obertures, de dimensions decreixents i emmarcaments motllurats de pedra. De les obertures sobresurten balcons individuals amb llosana en voladís de pedra, tancats per baranes de ferro de fosa, on destaca la franja horitzontal que hi ha a la part inferior decorada amb un motiu grecat. A la planta superior, amb un molt reduït voladís, els balcons estan ampitats.
A la façana secundària, hi ha una zona sense obertures a la zona de la cantonada, i després es repeteix el mateix model d'obertures, en aquest cas amb quatre eixos verticals. Totes les obertures estan protegides per persianes de llibret de fusta. Aquestes, que remarquen l'eix vertical de l'edifici, es contraposen a altres elements que reforcen la seva composició horitzontal, com la imposta que hi ha entre planta i planta, la cornisa motllurada i la barana del terrat. El parament dels pisos és d'estucat amb especejament corregut, interromput per plafons esgrafiats.
La planta baixa té una porxada amb cinc obertures d'arc rebaixat, a través de la qual s'accedeix als magatzems El Indio. El basament és de marbre i el parament està estucat en groc amb interessants treballs de fusta en la façana i aparadors. Damunt dels arcs, emmarcats amb fusta, se situen els plafons publicitaris, amb grafia de traç modernista de color groc. Entre plafó i plafó, a manera de medalló, hi ha dos motius diferents, que representen una flor estilitzada i el cap d'un indi. Al fris superior apareix, amb la mateixa grafia, el nom del comerç ornat amb pintats ramillets de flors.